# زمین‌لرزه نوامبر ۱۹۳۱ ژاپن
زمین‌لرزه ژاپن  در تاریخ ۲ نوامبر ۱۹۳۱ میلادی، برابر با ‎۱۰ آبان ۱۳۱۰، ساعت ۱۰:۰۳:۰۳ به زمان یوتی‌سی در ژاپن رخ داد. ژرفای این زلزله ۴۲٫۲ کیلومتر بود. بزرگی آن ۷٫۵ در مقیاس Mw اعلام شده‌است. زمین‌لرزه به وقت محلی در روز دوشنبه، ساعت ۱۹ روی داده و منطقه زمانی آن یوتی‌سی +۹ بوده‌است .
سازمان زمین‌شناسی آمریکا نیز جای این زمین‌لرزه را در مختصات ۳۲°۰۰′شمالی ۱۳۱°۳۰′شرقی / ۳۲°شمالی ۱۳۱٫۵°شرقی و بزرگی آنرا برابر با ۷٫۵ در مقیاس ریشتر اعلام کرده‌است. ژرفای گزارش شده از سوی این سازمان ۶۰ کیلومتر می‌باشد.
شمار کشتگان زلزله حدود ۱ نفر بوده‌است.تعداد زخمیان ۲۹ نفر برآورده شده‌است.سونامی نیز در این زلزله گزارش شده‌است.